# Okahumpka
Okahumpka ist  ein census-designated place (CDP) im Lake County im US-Bundesstaat Florida. Das U.S. Census Bureau hat bei der Volkszählung 2020 eine Einwohnerzahl von 240 ermittelt. 

## Geographie
Okahumpka grenzt direkt an die Stadt Leesburg. Okahumpka liegt rund 20 Kilometer westlich von Tavares sowie etwa 50 Kilometer nordwestlich von Orlando.

## Demographische Daten
Laut der Volkszählung 2010 verteilten sich die damaligen 267 Einwohner auf 27 Haushalte. Die Bevölkerungsdichte lag bei 445,0 Einw./km². 81,3 % der Bevölkerung bezeichneten sich als Weiße, 3,4 % als Afroamerikaner, 0,4 % als Indianer und 0,4 % als Asian Americans. 9,7 % gaben die Angehörigkeit zu einer anderen Ethnie und 4,9 % zu mehreren Ethnien an. 12,0 % der Bevölkerung bestand aus Hispanics oder Latinos.
Im Jahr 2010 lebten in 28,8 % aller Haushalte Kinder unter 18 Jahren sowie 29,8 % aller Haushalte Personen mit mindestens 65 Jahren. 76,0 % der Haushalte waren Familienhaushalte (bestehend aus verheirateten Paaren mit oder ohne Nachkommen bzw. einem Elternteil mit Nachkomme). Die durchschnittliche Größe eines Haushalts lag bei 2,57 Personen und die durchschnittliche Familiengröße bei 2,78 Personen.
21,3 % der Bevölkerung waren jünger als 20 Jahre, 27,7 % waren 20 bis 39 Jahre alt, 30,3 % waren 40 bis 59 Jahre alt und 20,5 % waren mindestens 60 Jahre alt. Das mittlere Alter betrug 41 Jahre. 49,8 % der Bevölkerung waren männlich und 50,2 % weiblich.
26,0 % der Bevölkerung lebten 2010 unter der Armutsgrenze.
Im Jahr 2000 war Englisch die Muttersprache von 100 % der Bevölkerung.

## Sehenswürdigkeiten
Am 12. November 1999 wurde das Campbell House in das National Register of Historic Places eingetragen.